# Paul Liu Hanzuo
Paul Liu Hanzuo est un prêtre catholique sichuanais, né vers 1778 à Lezhi, tué le 13 février 1818.
Il est reconnu martyr par l'Église catholique. Le pape Jean-Paul II le proclame saint lors de la cérémonie de canonisation des 120 martyrs de Chine, le 1er octobre 2000 à Saint-Pierre de Rome.

## Biographie
Paul Liu Hanzuo naît vers 1778 à Lezhi, dans la province du Sichuan,. Il est d'une famille très pauvre mais chrétienne, et qui s'intéresse de près à son éducation religieuse. 
Il ne peut pas fréquenter d'établissement scolaire, mais un prêtre l'aide à discerner sa vocation. Il a vingt-quatre ans lorsqu'il demande à entrer au séminaire de Luorenggou. Il a tellement de difficultés à apprendre le latin qu'il est autorisé à étudier la philosophie et la théologie dans la langue chinoise. 
Entre 30 et 35 ans, Paul Liu Hanzuo est ordonné prêtre, membre des Missions étrangères de Paris. Il est affecté au district de Sintou et de Teyang, sur les rives du Yangzi Jiang. À cause des persécutions dans la région, c'est de nuit qu'il effectue les principaux actes de son ministère sacerdotal. Dans la journée, il vend des marchandises et des légumes.
Comme prêtre du vicariat apostolique du Sutchuen, il est réputé pour sa pauvreté et son humilité. Mais au cours de travaux dans la mission, il fait une remarque à un charpentier sur la lenteur des travaux. Celui-ci, mécontent, dénonce le prêtre aux autorités.
Le P. Paul Liu est arrêté le 15 août 1817, pendant qu'il célèbre la messe, mais il est autorisé à terminer la célébration avant d'être emmené,. Ses ornements et objets liturgiques sont saisis comme pièces à conviction sur son activité. Il est frappé, emprisonné ; traduit au tribunal, puis condamné à mort. Il est étranglé le 13 février 1818 à Chengdu,.

## Canonisation
Reconnu martyr de la foi par l'Église catholique le 2 juillet 1899, il est béatifié le 27 mai 1900 par le pape Léon XIII.
Cent ans plus tard, le pape Jean-Paul II le proclame saint le 1er octobre 2000 au cours de la cérémonie de canonisation des 120 martyrs de Chine. Saint Paul Liu Hanzuo est fêté le 13 février,, jour anniversaire de sa mort, ou le 9 juillet avec les autres martyrs de Chine.

## Article lié
- Église catholique au Sichuan
- Lucie Yi Zhenmei – sainte martyre sichuanaise
- 120 martyrs de Chine